# Okanogan River
Der Okanogan River (in den Vereinigten Staaten) oder Okanagan River (in Kanada) ist ein 198 km langer rechter Nebenfluss des Columbia River im Süden der kanadischen Provinz British Columbia und im Norden des US-Bundesstaates Washington. 132 Kilometer des Flusslaufs liegen in den Vereinigten Staaten. Rechnet man die Fließstrecke vom oberen Ende des Okanagan Lake mit, so erhält man eine Gesamtlänge von 308 km.
Der Okanogan River entwässert das „Okanogan Country“ genannte Hochplateau östlich der Kaskadenkette nordwestlich des Columbia River und das Okanagan Valley in British Columbia. Sein Einzugsgebiet umfasst 21.600 km².

## Flusslauf
Der Okanogan River entwässert den See Okanagan Lake, auf der Nordseite der Stadt Penticton. Er fließt dann nach Süden durch den Skaha Lake nach Okanagan Falls und weiter über Oliver und Osoyoos, bevor er beim Durchfließen des Osoyoos Lake die Grenze zu den Vereinigten Staaten bei Oroville im Okanogan County des Bundesstaates der Vereinigten Staaten Washington überquert. Südlich der Grenze ändert sich die Schreibweise des Flusses von Okanagan auf Okanogan.
Von Oroville ist der Fluss weiter südwärts gerichtet und fließt an Okanogan und Omak vorbei. Er bildet die westliche Grenze der Colville Indian Reservation. Etwa 8 km östlich von Brewster mündet der Fluss dann in den Columbia River, zwischen dem weiter unten gelegenen Wells Dam und dem Chief Joseph Dam etwa weiter flussaufwärts. 
Der Flusslauf des Okanagan River in Kanada, das bedeutet oberhalb des Osoyoos Lake, ist mit Ausnahme eines knapp 5 km langen Abschnitts begradigt bzw. kanalisiert.

## Nebenflüsse
Zu den Nebenflüssen des Okanogan Rivers gehören der von Westen bei Oroville einmündende Similkameen River und von links der Omak Creek in der Nähe von Omak. Der Bonaparte Creek führt bei Wauconda Wasser aus dem Bonaparte Lake zu. Westlich von San Poil her entleert sich auch das Wasser aus dem Aeneas Valley. Salmon Creek trägt in Okanogan nur eine kurze Zeit des Jahres zum Fluss bei, weil sein Wasser zumeist zu Zwecken der Bewässerung abgeleitet wird.

## Hydrographie
Der United States Geological Survey betreibt in Malott, 27 km oberhalb der Flussmündung, einen Pegel. Die durchschnittliche mittlere jährliche Abflussmenge zwischen 1958 und 2005 beträgt hier 86 m³/s. Der höchste hier verzeichnete Wert wurde am 3. Juni 1972 mit 1300 m³/s gemessen. Der niedrigste Durchfluss wurde am 4. September 1970 mit 8 m³/s beobachtet.

## Namensgebung
Frühe Karten aus der Blütezeit des Pelzhandels zeigen den Okanogan River als „Caledonia River“. Dieser bezieht sich auf die Verbindungsroute zwischen dem Columbia District und New Caledonia, das sich nördlich an den Okanagan Lake anschließt.